# Sean Brosnan
Sean Brosnan er en technoproducer fra Storbritannien.